# Örtomta kyrka
Örtomta kyrka är en kyrkobyggnad i Linghem i Linköpings stift. Den är församlingskyrka i Åkerbo församling.

## Kyrkobyggnaden

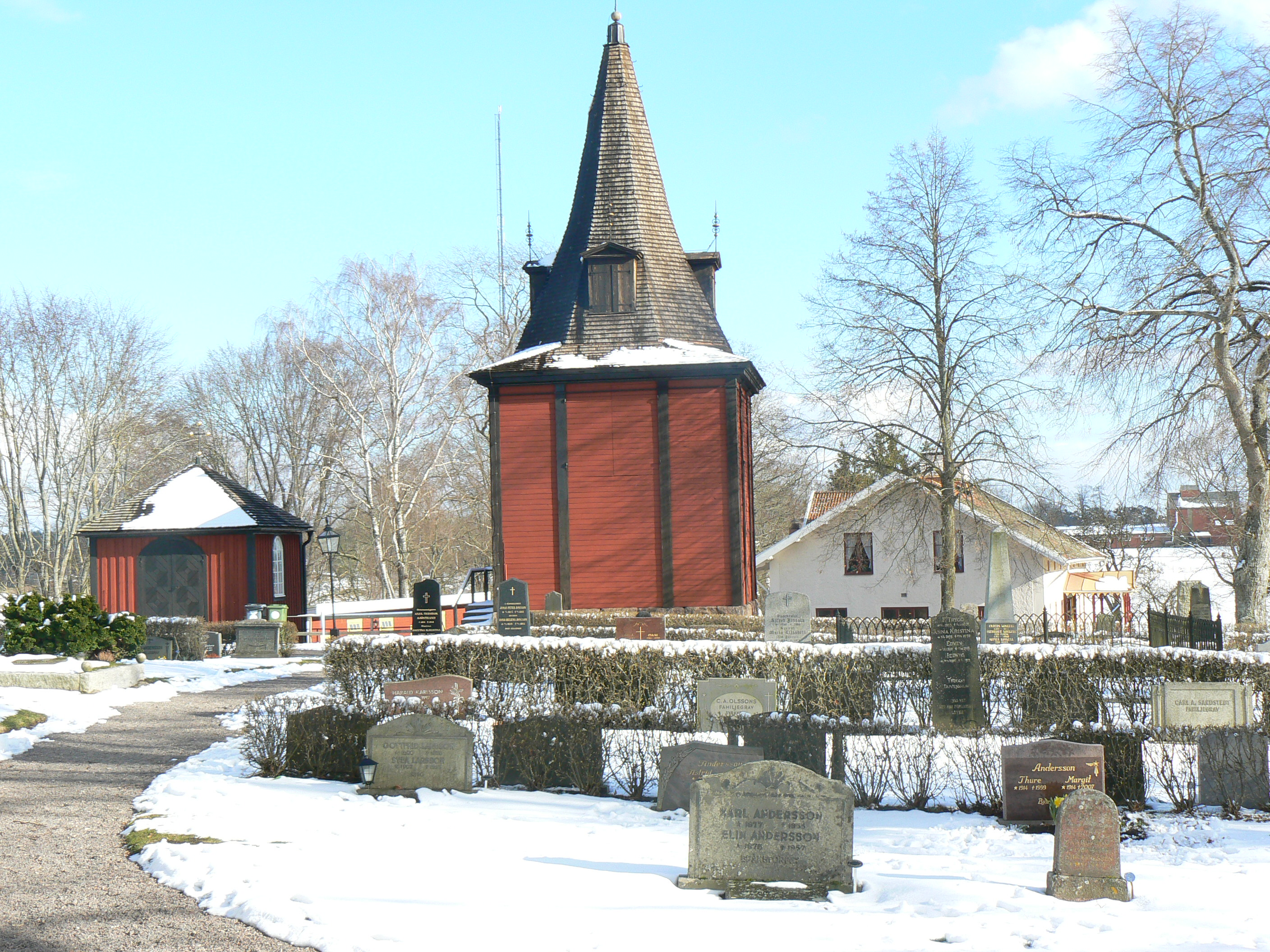
Örtomta kyrkas klockstapel

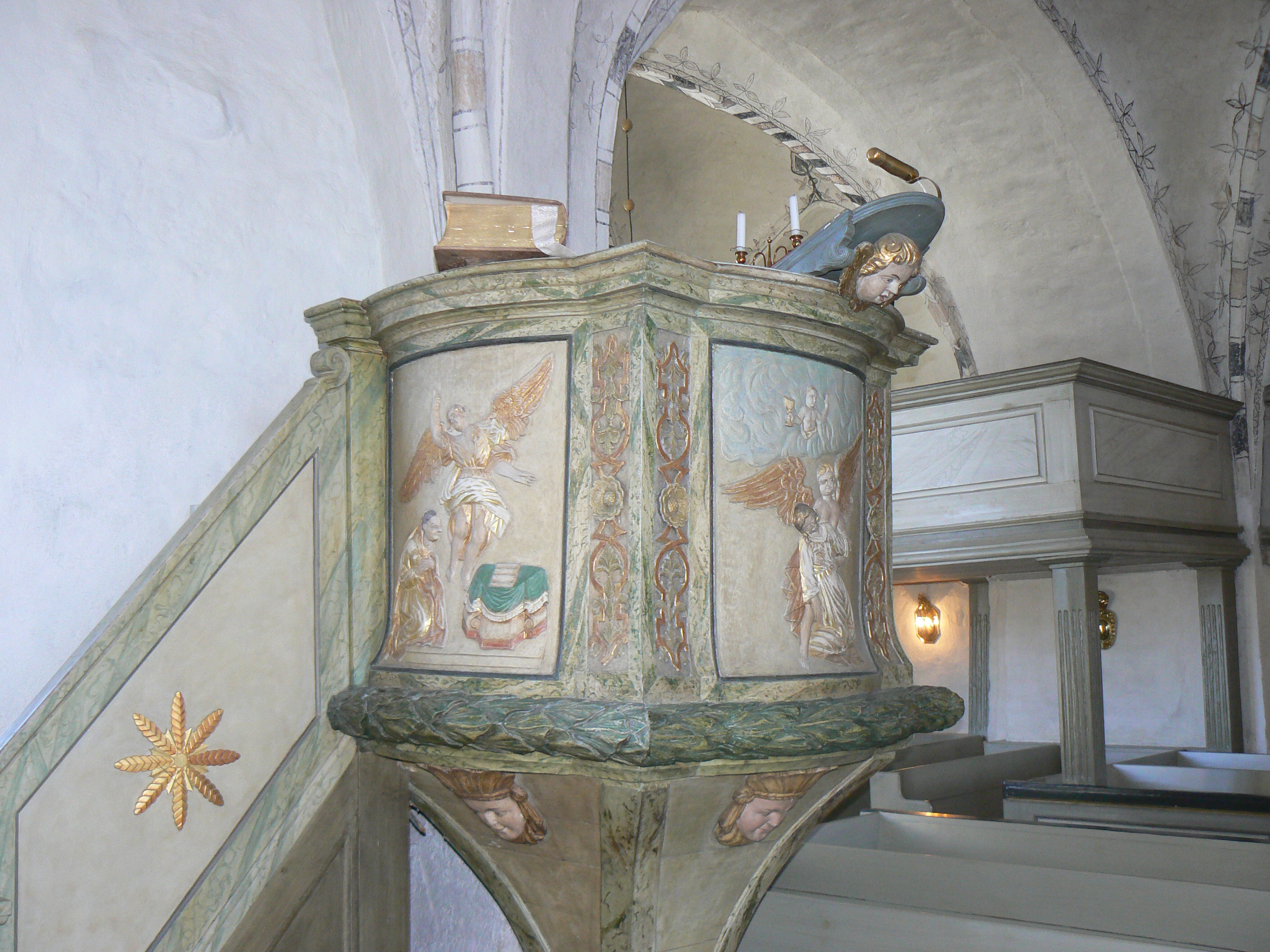
Predikstolen

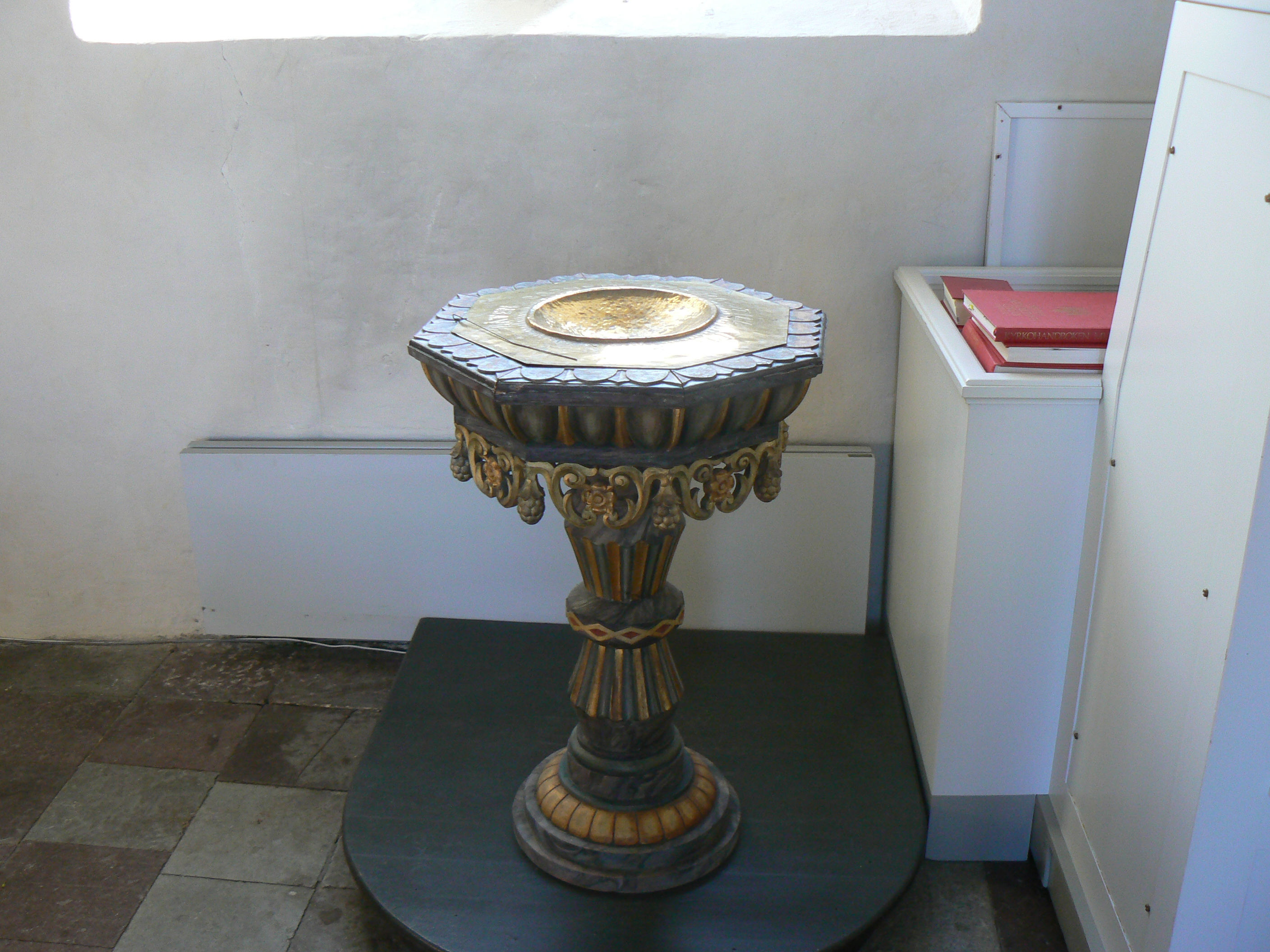
Dopfunten

Örtomta kyrka, öster om Linköping, hör nära samman med Ekenäs slott, som fick patronatsrätt 1732. Kyrkan har latinsk korsplan, den östra korsarmen med koret är längst. Sakristian är vidbyggd på korets norra sida, ett vapenhus är tillfogat i väster. Byggnadsmaterialet är gråsten i långhus, tvärskepp och sakristia, tegel i östligaste travéen och valven samt trä i vapenhuset. Exteriört har kyrkan ett mycket enhetligt utseende, låga valmtak, vitputsade fasader och stora rundbågade fönster. Kyrkans äldsta delar återfinns i långhusets två västligaste travéer. Kyrkan saknar torn men på kyrkogården finns en klockstapel med två klockor.
Via vapenhuset i väster kommer man in i kyrkans långhus. I koret syns altaret med sitt antependium och däröver skönjer man mellan tvenne pilastrar Pehr Hörbergs målning "Jesu korsfästelse". På evangeliesidan vid ingången till sakristian finns den äldre altaruppsatsen av konstnären Johan David Schwartz 1724 och skråmålaren J. A. Weiss 1733. På epistelsidan längre ned i kyrkan finns bildhuggare Niclas Österboms predikstol från 1742, utan ljudtak, men dekorerad med ornament och tvenne reliefer åskådliggörande "Bebådelsen" och "Kristus i Getsemane". Dopfunten, som är av trä, är från år 1926 och har ritats av arkitekt Erik Fant. En tillhörande dopskål i silver är skapad av guldsmed Magnus Myrman i Norrköping och skänkt till kyrkan år 1714. På läktaren i väster står en 16-stämmig piporgel, byggd 1949 av Olof Hammarberg i Göteborg, bakom en fasad från 1869 skapad av firma P. L. Åkerman & Lund, Stockholm.

## Historik
Örtomta stenkyrka uppfördes under senare delen av 1100-talet på en rullstensås i socknens nordvästra del. Till att börja med bestod den av långhus, västtorn och sannolikt smalare kor med absid. Korsarmarna tillkom troligen vid 1200-talets mitt eller strax därefter. Den större korsarmen från norr och den mindre från söder öppnar sig mot långhuset genom var sin rundbågiga öppning, utförda i en stenhuggarteknik som liknar den, vilken under en tid av 1200-talet användes i tvärskeppet i Linköpings domkyrka. Den norra armen var helgad åt Sankta Anna och den södra åt Sankt Olof. Det måste alltså ha funnits altaren i respektive korsarm invigda åt dessa båda helgon.
Troligen var det under 1400-talet man rev det romanska koret och uppförde ett nytt betydligt större av samma bredd som långhuset. Kyrkan försågs också med ribbvalv av tegel. Dessa målades med dekorativa ornament av en konstnär, som även skrivit en latinsk text, tyvärr skadad och delvis oläslig. I en tolkning av Toni Schmid lyder den på svenska: "Till Guds ära och Hans allrasaligaste moders jungfru Marias och S Annas ära fullbordades dessa valv ... 1470 på SS Cosmas' och Damianus' dag [27 september] av konstutövaren Olof". Något tid senare, kanske under 1500-talet tillfogades sakristian vid nordväggen.
År 1652 inträffade ett åsknedslag, varvid kyrkan fick svåra brandskador. Vad en korombyggnad 1705, omtalad av Carl Fredric Broocman, innebar har inte kunnat utrönas. Men på initiativ av generallöjtnanten, greve Johan Banér på Ekenäs slott förlängdes koret 1730 med ytterligare en travé åt öster. I en undervåning lät han inrätta ett gravkor åt sig och sin familj.
År 1723 eller 1724 skänkte greve Mauritz Vellingk en ny altaruppsats, med en målning visande "den lidande Kristus", skapad av konstnären Johan David Schwartz. På bekostnad av Mauritz Vellingks svärson, friherre Johan Banér, utökades altaruppsatsen 1733 med en målning föreställande nattvarden av skråmålaren J. A. Weiss i Norrköping. Litet senare, år 1742, inköptes en predikstol av träsnidaren Niclas Österbom i Norrköping. Den kostade 600 daler och hämtades med tre vagnar. Predikstolen pryddes på sidorna av reliefer visande Marie bebådelse och Kristus i Getsemane.
Carl Fredric Broocman berättar från sitt besök av kyrkan vid mitten av 1700-talet: ”Kyrkan står på Krono grund, en och fem ottondedels mil ifrån Linköping, och håller i längden med Choret och Tornet 54 och tre fjerdedels alnar, och uti bredden med Korß-Kyrkorne 2 och en half aln. När Korß-Kyrkorna blifwit tilbyggda kan icke sägas; men en del af Choret har Kongl. Rådet och General-Gouverneuren Gref Mauritz, Wellingk år 1705 låtit ombygga: hwarförutan han til Kyrkan gjordt stora förändringar, och gaf Skrafwestad til Prestegård emot förra Prestegården Ängetorp, samt Capellans-gården Ring, och wann therigenom til Eknäs Jus Patronatus wid Församlingen. Sedermera har General-Lieutenanten, Baron Johan Baner på egen bekostnad, år 1730, låtit tilöka Choret med 9 och tre fjerdedels alnar i quadrat, och therunder mura en stor Graf åt sig och sin Familia. Altartaflan, som är mycket nätt och prydelig, föreställer Nattwardens Instichtelse, och är Kyrkan äfwen beprydd med en wacker Prädikstol af Bildthuggare-Arbete, som upsattes år 1741, tå han kostade Kyrkon 600 Daler Kopp:mt. Til Kyrkons inwertes prydnad bidrager ock ganska mycket thes nya Orgelwerk, som består af 11 stämmor, och upsattes år 1754, tå thet kostade 3000 Daler Kopp:mt, förutan Dagswerken; hwartil 1500 Dal. togos utur Kyrkans Cassa, Patronus Ecclesiæ Kammar-Herrn Baron Johan Mauritz Baner förärade thertil 600 Dal.; Grefwinnan Anna Maria Lewenhaupt på Säby, som ock äger Sörby Säteri här i Soknen, gaf 300 Dal., och Församlingen genom sammanskott 600 Dal., hwilket man til wäl förtjent äreminne icke förtega welat. Ordenteligen blef ock Orgelwerket inwigdt Kyndersmesso-dagen, nyßnämnda år. Bland flera märkwerdigheter ser man här Konung GUSTAV then Förstas bild, målad och wäl förgyld på en Trätafla, om hwilken wil sägas, at then skal wara ganska wäl träffad och likna Originalet. [...]
At undwika en onödig kostnad med Klockstapels underhållande, blefwo Klockorna år 1739 uphängde i Kyrkans Sten-Torn, genom tå warande Probstens och Kyrkoherdans Nils Aschanti berömwerda omsorg och föranstaltande. På then större Klockon står följande antecknadt: Nu Herre, wid hwad skal jag trösta mig. Uppå tig hoppas jag. Widare läses på henne: Denna Klocka, som skal kalla tillsammans Herrans menighet til den högstas låf, ær guten år 1707 under Konung CARL den XII:tes och Stores regements-tid uppå Örtomta Församlings Patrons Generalens Högwælborne Herr Baron Mauritz Wellingks anordnande, och Hæradshöfdingens Wælborne Herr Johan Liljenadlers bestællande, warande Pastor Ecclesiæ Herr Magister Johan Wallerius. Guten i Norrköping af Elias Arenhart. Sidst läses på Klockan: Låfwer j Himlar Herran, låfwer honom i högdene, låfwer Herren på Jordene, och alt det anda hafwer låfwe Herran. På then mindre Klockan läses: Anno 1636 hafwer jag Peder Baner til Ekenæs och Tuna, Riddare, Sweriges Rikes Råd och Lagman uti ÖsterGötland, med min kæra Hustru Wælborna Fru Ebla Flemming til Ekenæs och Tuna låtit giuta denna klockan och til Församlingens heder och tienst förærat til Örtomta Sockn-Kyrka. Noch läses följande på Klockan: Gloria in excelsis Deo. Medardus in Stockholm goss mich Anno 1636. [...] Ibland olyckeliga Öden, som öfwergått Kyrkan, wet man endast berätta; at hon then 20 Maji 1652 afbrunnit genom wådeld, och år 1717 then 8 Julii har Åskan slagit in i Tornet, utan at gjöra någon serdeles skada; [...]
Det visade sig emellertid att tornmurarna inte klarade påfrestningarna från klockringningarna utan började spricka. Vid en undersökning 1795 kunde man se att "sprickorna öppnade sig betydligen, då ringning med klockorna sker". Det blev därför nödvändigt att bygga en ny klockstapel utanför kyrkan och flytta ut klockorna dit.
År 1806 företogs en grundlig renovering av kyrkan, ledd av murmästare Casper Seurling. Befintliga fönster förstorades och nya fönster höggs upp. Koret fick ett nytt altare och, mellan tvenne pilastrar, en ny altartavla, målad 1807 av Pehr Hörberg, visande Jesu korsfästelse. Kyrkan fick också två läktare och nya kyrkbänkar.
Vintern 1829–1830 revs kyrktornet och i stället byggdes ett vapenhus i timmer, vars fasad putsades. Ytterligare ombyggnader gjordes 1854–1856. Samtliga tak sänktes till den höjd de numera har, alla fönster gjordes lika stora och rundbågiga. Därmed förlorade exteriören helt sin tidigare medeltida karaktär. År 1877 renoverades klockstapeln från århundradets början. Under ledning av arkitekt Erik Fant påbörjades 1926 en friläggning av de medeltida målningarna i norra tvärskeppet och konserverades äldre inventarier. Dessutom fick kyrkan ny fast inredning. Målningarnas restaurering slutfördes 1939–1940. År 1970 byttes yttertakets skifferbeklädnad ut mot kopparplåt.

## Inventarier
- Altartavla, "Jesu korsfästelse", målad av Pehr Hörberg 1807, skänkt av patronus, friherre Svante Banér på Ekenäs slott.
- Tidigare altarprydnad, "Den törnekrönte Kristus" målad 1724 av konstnären Johan David Schwartz, och "Nattvarden" målad 1733 av skråmålaren J. A. Weiss, Norrköping. Denna altaruppsats, ursprungligen gåvor från Ekenäs slott, är numera placerad på norra kyrkväggen invid ingången till sakristian.
- Predikstol av bildhuggare Niclas Österbom, Norrköping, 1742.
- Dopfunt från 1926 av trä, ritad av arkitekt Erik Fant med dopskål av silver tillverkad av guldsmed Magnus Myrman, Norrköping, skänkt 1714 av Claes Elg, Ekenäs.
- Skulptur i vit marmor, "Maria och Jesusbarnet", skapad vid 1500-talets mitt möjligen av en fransk eller nederländsk mästare.
- Kalkmålning av Olof från Linköping 1470, (bilder).
- Träskulptur, "Madonna", av ek från verkstad i Östergötland under 1400-talets andra hälft, (bilder).
- Oljemålningar, i sakristian, föreställande "Jesu uppståndelse", resp. "Jungfru Maria med den döde Kristus", troligen målade av J. A. Weiss efter förebild från äldre kopparstick.
- Nattvardskärl av silver, tillverkade av guldsmed Jürgen Richels, Hamburg, donerade 1696 av greve Mauritz Velingk och hans hustru Ebba Margareta Banér.
- Ljusstakar i silver, likaledes gjorda av Jürgen Richels, skänkta 1692 av Mauritz Velingk.
- Nattvardskalk & patén i silver omgjord och förstorad 1684 av guldsmed Michel Pohl d.ä., Stockholm.
- Mässhake av rött, mönstrat siden med en broderad bild av den korsfäste Kristus, möjligen tillverkad i Hamburg och donerad 1692 av greve Vellingk och hans hustru.
- Bokdyna från 1619 med högklassiga renässansbroderier, bl.a. Banérs vapen.
- Kopia av relief föreställande Gustav Vasa. Originalet, utfört i målat och förgyllt trä och tillskrivet konstnären Wilhelm Boy, skänktes till kyrkan av assessorn Johan Lillienadler i början av 1700-talet. Det har sedan funnits här intill år 1821, men flyttades 1822 till Gripsholms slott i Södermanland.
- Stora klockan i klockstapeln, gjuten år 1801 av Anders Billsten, Norrköping.
- Lilla klockan i klockstapeln, gjuten år 1636 av Medardus Gesus, Stockholm.

## Orglar

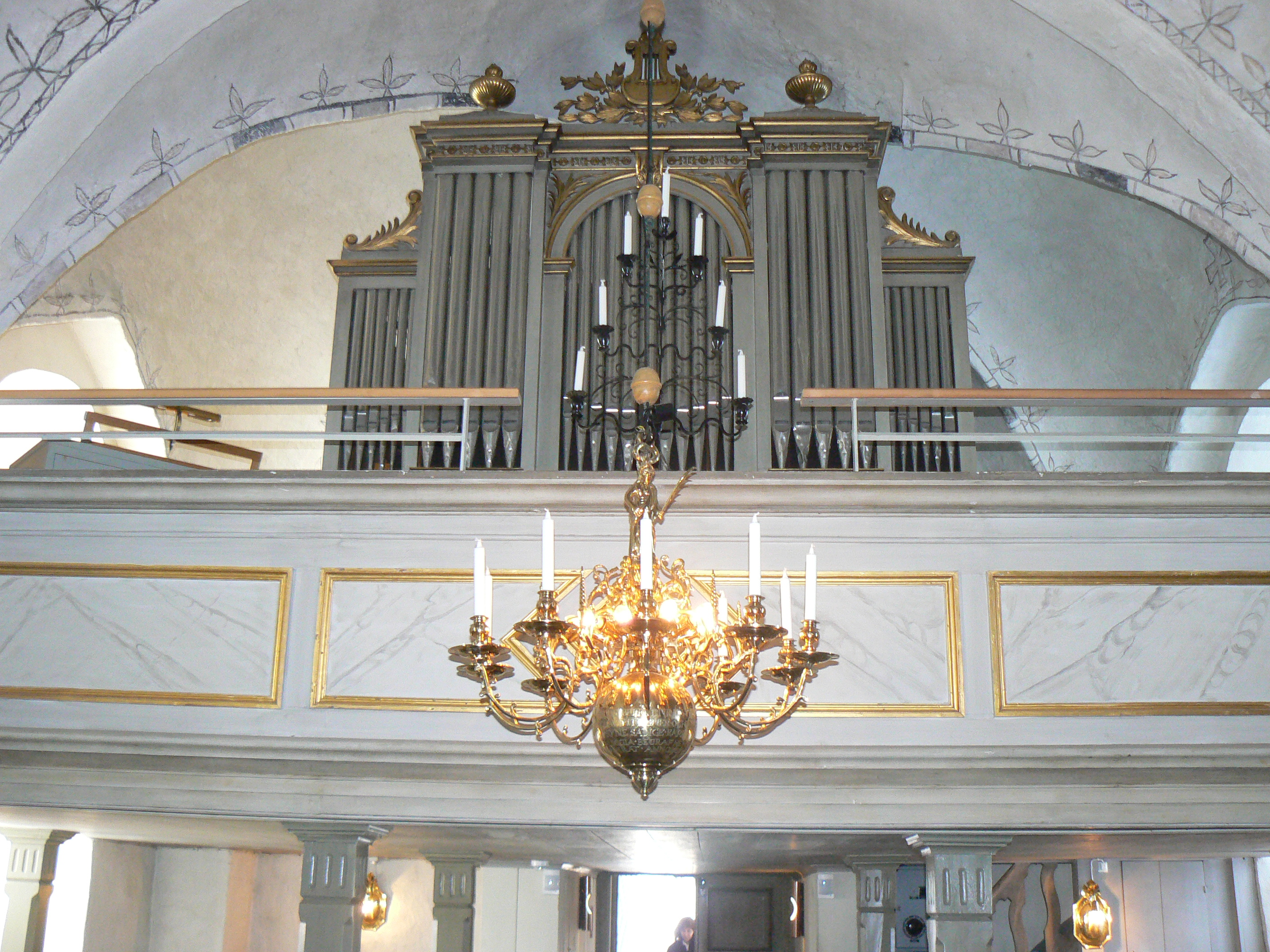
Orgeln på orgelläktaren

- År 1692 fullbordades ett orgelverk. År 1710 flyttades orgelverket, lagades och fick en till stämma.[1]
- År 1754 byggde Jonas Wistenius från Linköping, ett 12-stämmigt orgelverk. Orgeln kostade 3000 daler kopparmynt och en del bekostades genom sammanskott i socknen.[2]

| Manual        | Pedal   |
| Gedackt 8'    | Bihängd |
| Kvintadena 8' |         |
| Principal 4'  |         |
| Gedackt 4'    |         |
| Spetsflöjt 4' |         |
| Kvinta 3'     |         |
| Oktava 2'     |         |
| Rauskvint 2'  |         |
| Mixtur IIII   |         |
| Trumpet 8'    |         |
| Trumpet 4' B  |         |
| Vox virginea  |         |
| Tremulant     |         |

- 1869: Firma P. L. Åkerman & Lund, Stockholm bygger en 8-stämmig orgel på en ny läktare.
- 1947–1949: Olof Hammarberg, Göteborg bygger bakom Åkerman & Lunds fasad en  2-manualig, 16-stämmig orgel med rörpneumatisk traktur och registratur.

Disposition:
| Huvudverk I         | Svällverk II      | Pedal             | Koppel      |
| Principal 8'        | Rörflöjt 8'       | Subbas 16'        | I/P         |
| Gedakt 8'           | Salicional 8'     | Oktavbas 8'       | II/P        |
| Oktava 4'           | Principal 4'      | Koralbas 4’       | II/I        |
| Flûte octaviante 4' | Blockflöjt 4’     |                   | 4’ I/I      |
| Nachthorn 2'        | Spetskvint 2 2/3' |                   | 16’ II/I    |
| Mixtur III-IV chor. | Oktava 2’         |                   | 4’ II/I     |
| Trumpet 8'          | Tremulant         |                   | 16’ II/II   |
|                     | Crescendosvällare | Aut. pedalväxling | 1 fri komb. |

## Bildgalleri

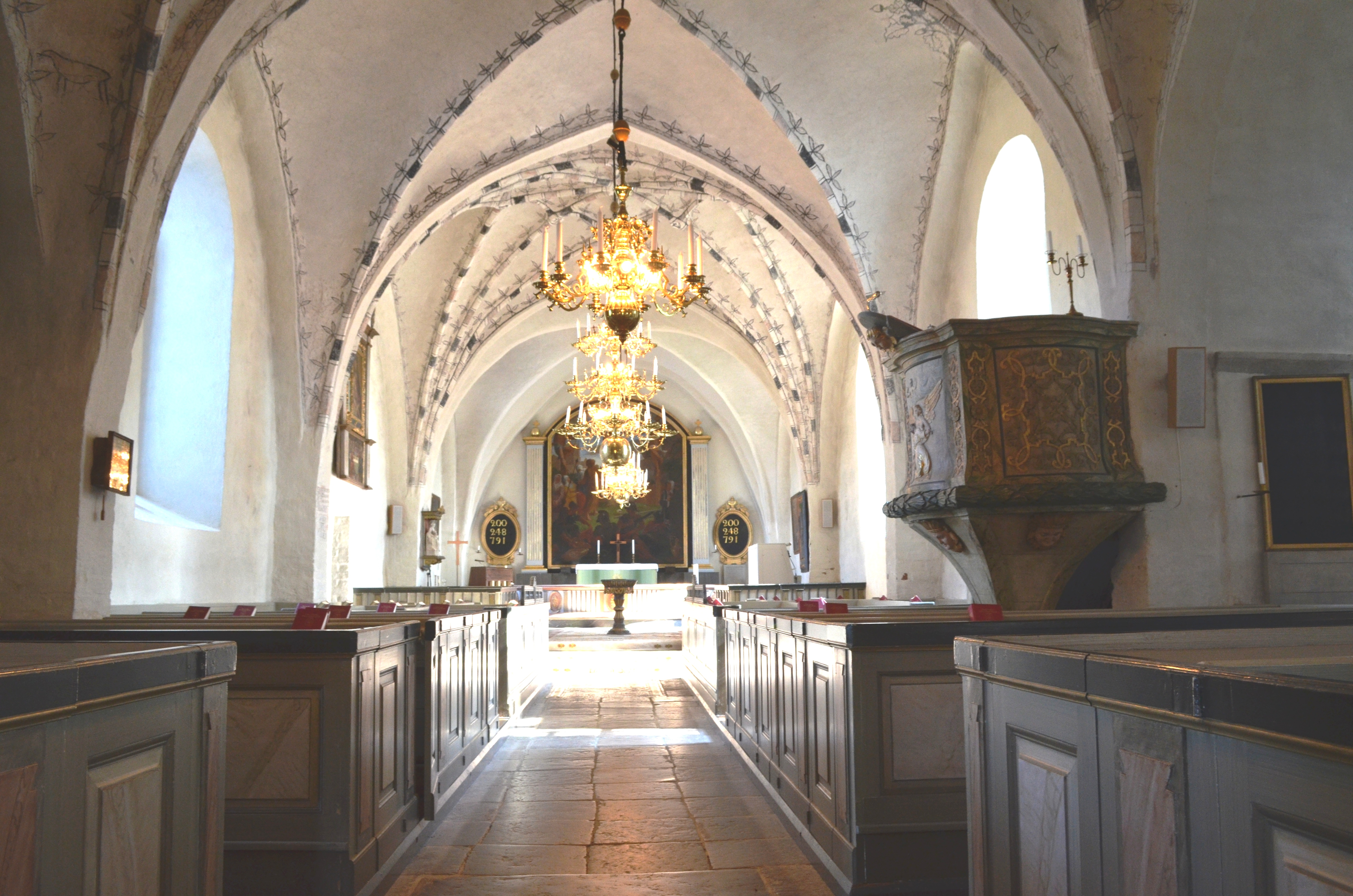
Kyrksalen
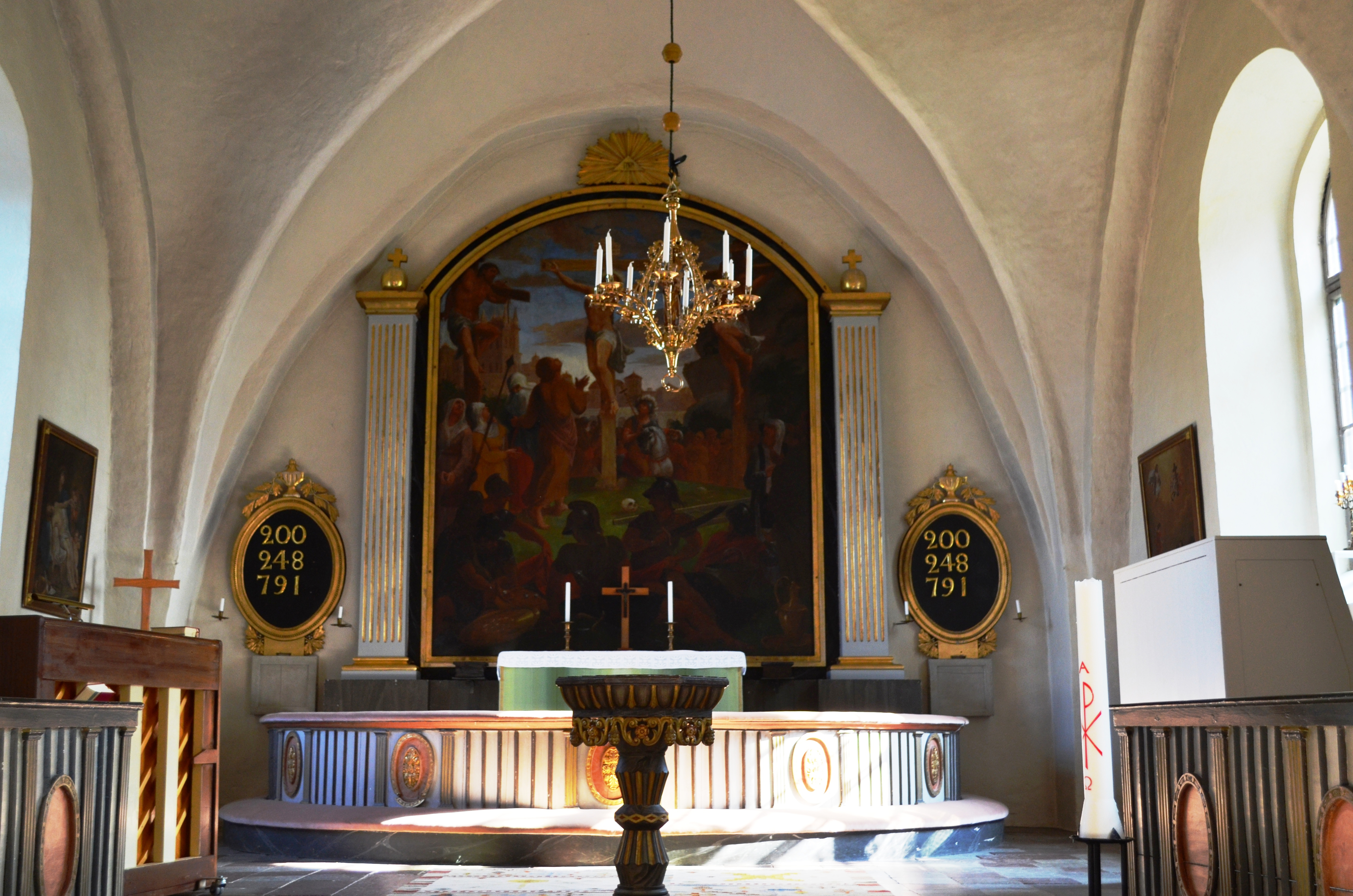
Altaret
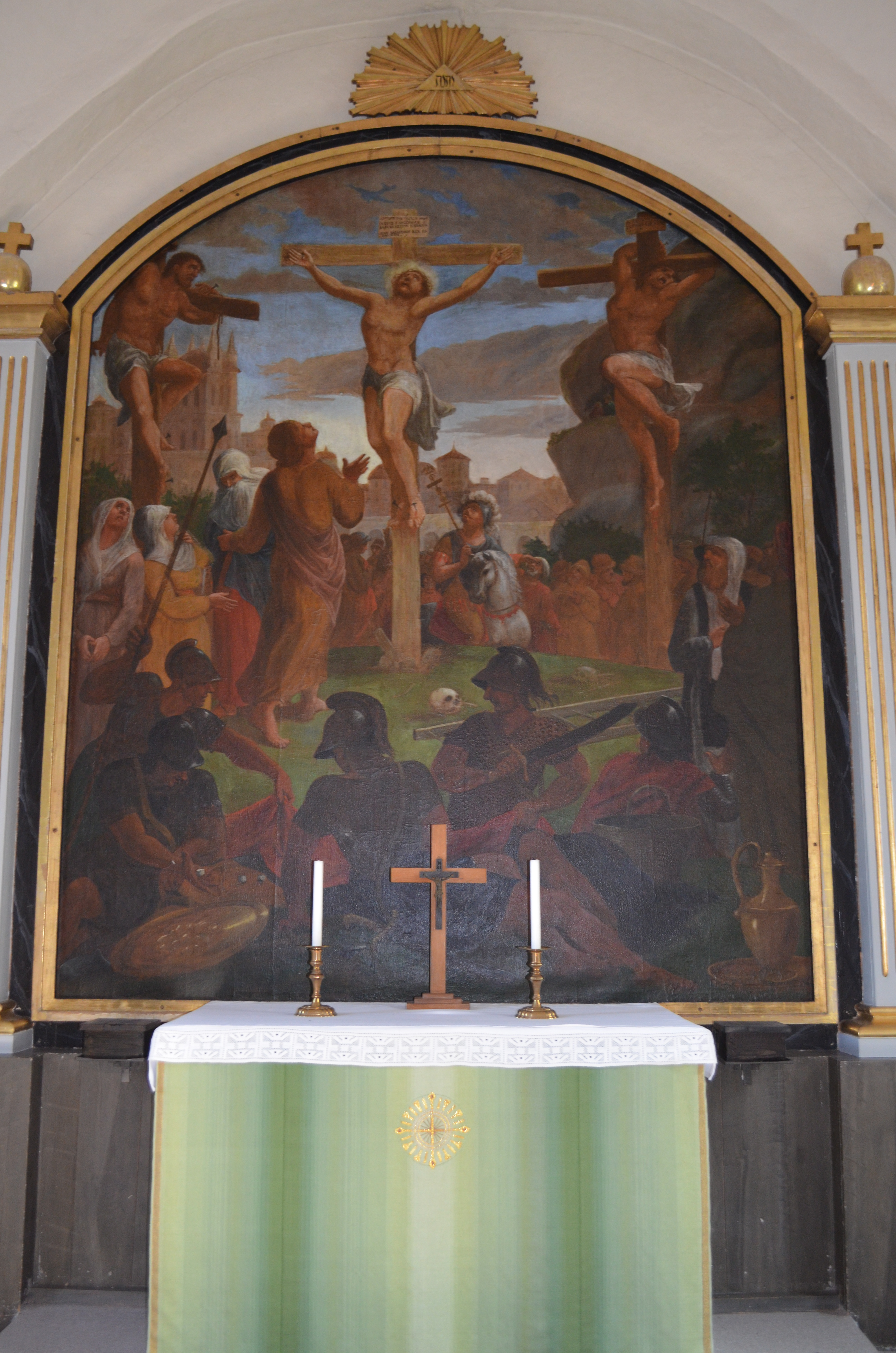
Altartavlan
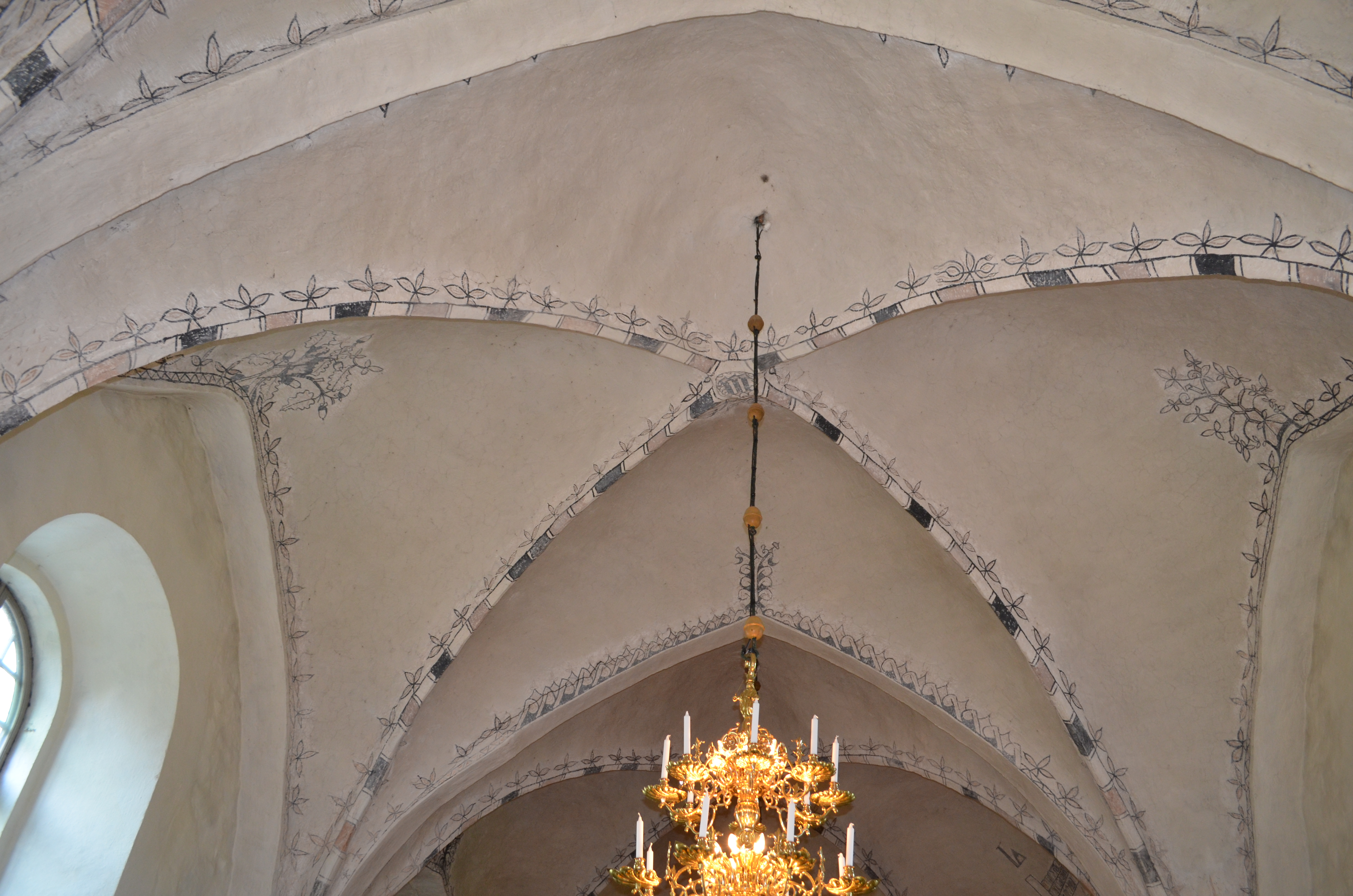
Takmålning